# Запретная любовь (телесериал, Турция, 2008)
«Запретная любовь» (тур. Aşk-ı Memnu) — турецкая романтическая драма, которая снималась с 2008 год по 2010 год. Она принесла известность турецкой киноактрисе Берен Саат. Права на показ телесериала были проданы более чем 20 телекомпаниям мира.

## Сюжет

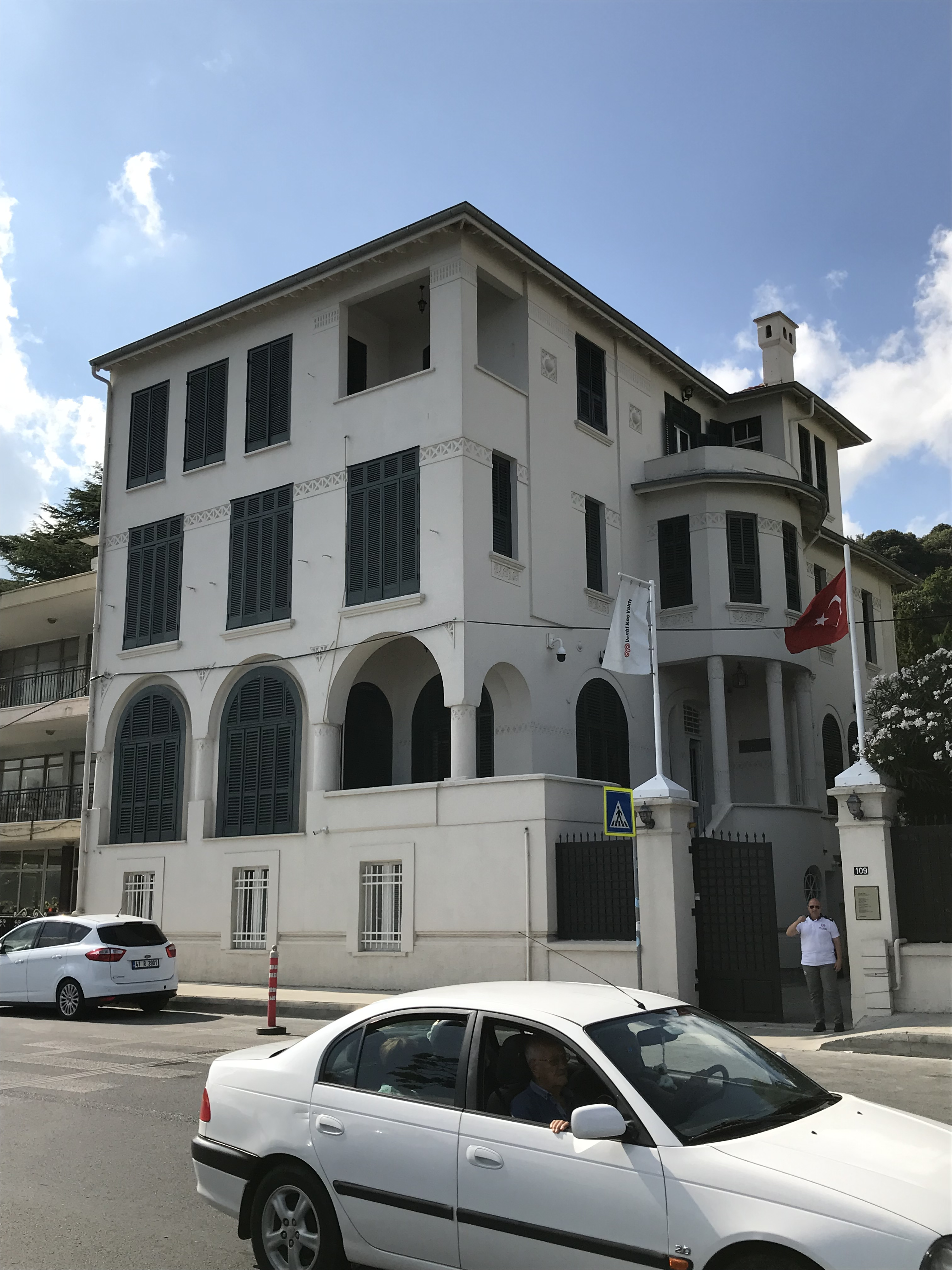
Дом Зиягилей в районе Сарыер в Стамбуле

Владелец холдинга Аднан Зиягиль после долгих лет вдовства встречает молодую Бихтер Йореоглу и желает с её согласия жениться. Недавно овдовевшая мать Бихтер, Фирдевс, испытывает финансовые трудности и имеет свои планы на Аднана. Бихтер винит мать в скоропостижной смерти любимого отца и наслаждается поражением матери, не получившей предложения от Аднана.
В доме Зиягилей дети Аднана — дочь Нихаль и сын Бюлент, а также 25-летний племянник-сирота Бехлюль принимают новость о свадьбе, надеясь тем укрепить счастье Аднана. Гувернантка Дениз, многие годы занимавшаяся воспитанием детей, хранит в тайне свою любовь к Аднану. Обретя новую семью и дом, Бихтер решает финансовые вопросы, мирится с матерью, которую перевозит в свой дом, и старается понравиться домочадцам. Постепенно между нею и Бехлюлем зарождается и крепнет любовь, которую они стараются скрыть. Терзания совести приносят страдания и заставляют совершать опрометчивые поступки молодых людей, безуспешно пытающихся забыть, отказаться от своих сильных чувств друг к другу.
В стремлении покончить с ложью и двойной жизнью Бихтер предлагает Бехлюлю вместе сбежать. В последний момент он отказывается уезжать без объяснений, предавая Аднана, заменившего ему отца. Влюблённые ссорятся и возвращаются в дом, но спустя время возобновляют тайный роман, не в силах противиться чувствам.
Опасаясь потерять благосостояние и уважение, появившиеся со свадьбой Бихтер, Фирдевс решает разлучить влюблённых, женив Бехлюля. Его отношения с невестой Элив расстраиваются, и тогда Фирдевс осторожными наущениями внушает повзрослевшей Нихаль, что её чувства к кузену не безответны. Дело движется к свадьбе. Однако отношения Бихтер и Бехлюля уже не тайна, и тот, кто знает готов рассказать о запретной любви в доме Зиягилей.

## В ролях
| Актёр               | Роль |
| ------------------- | --- |
| Сельчук Йонтем      | Аднан Зиягиль, муж Бихтер, отец Нихаль и Бюлента                                                              |
| Берен Саат          | Бихтер Йореоглу, жена Аднана, дочь Фирдевс, младшая сестра Пейкер, любовница Бехлюля, мачеха Бюлента и Нихаль |
| Кыванч Татлытуг     | Бехлюль Хазнедар, воспитанник Аднана, любовник Бихтер                                                         |
| Небахат Чехре       | Фирдевс Йореоглу, мать Бихтер и Пейкер, невеста Четина Оздера                                                 |
| Хазал Кайя          | Нихаль Зиягиль, дочь Аднана                                                                                   |
| Батухан Караджакайа | Бюлент Зиягиль, сын Аднана                                                                                    |
| Зеррин Текиндор     | Дениз де Куртон (Мадмуазель), гувернантка                                                                     |
| Баран Акбулут       | Бешир Элчи, водитель, влюблён в Нихаль                                                                        |
| Нур Феттахоглу      | Пейкер Йореоглу, старшая сестра Бихтер, жена Нихата, бывшая девушка Бехлюля                                   |
| Илькер Кызмаз       | Нихат Онал, муж Пейкер, сын Хильми и Айнур Оналов                                                             |
| Реджеп Актуг        | Хильми Онал, конкурент Аднана, отец Нихата                                                                    |
| Зеррин Нишанджи     | Айнур Онал, мать Нихата                                                                                       |
| Эда Озеркан         | Элиф Бендер, бывшая невеста Бехлюля                                                                           |
| Гюльсен Тунджер     | Ахсен Зиягиль, старшая сестра Аднана                                                                          |
| Рана Джаббар        | Сулейман Эфенди, слуга, муж Шаесте, отец Джемиле                                                              |
| Фатма Каранфил      | Шаесте, служанка, жена Сулеймана, мать Джемиле                                                                |
| Пелин Эрмиш         | Джемиле, служанка, влюблена в Бешира                                                                          |
| Уфук Каплан         | Катя Мельникова, служанка Фирдевс                                                                             |
| Эврен Дуяль         | Несрин, служанка                                                                                              |
| Гюлизар Ирмак       | Севиль |
| Мюнир Акча          | Мелих Йореоглу, муж Фердевс, отец Пейкер и Бихтер                                                             |

## Премьера
| Сезон   | День и время показа | Начало сезона   | Конец сезона | Число серий | Список серий |
| ------- | ------------------- | --------------- | ------------ | ----------- | ------------ |
| 1 сезон | Четверг, 20:00      | 4 сентября 2008 | 18 июня 2009 | 38 серий    | 1-38 серий   |
| 2 сезон | Четверг, 20:15      | 3 сентября 2009 | 24 июня 2010 | 41 серий    | 39-79 серий  |

### Показ в других странах
| Страна     | Канал                           | Первый показ     | Окончание       | Название             |
| ---------- | ------------------------------- | ---------------- | --------------- | -------------------- |
| Иран       | Gem Classic                     | 1 августа 2011   |                 | عشق ممنوع            |
| Словения   | PopTV                           | 14 сентября 2010 | Halen           | Prepovedana ljubezen |
| Болгария   | BTV                             | 1 декабря 2010   | 1 июля 2011     | Забраненият плод     |
| Хорватия   | Doma TV                         | 3 января 2011    | 14 марта 2011   | Strasti Orijenta     |
| Сербия     | Prva Srpska Televizija          | 16 мая 2011      | Halen           | Zabranjeno voće      |
| Словакия   |                                 | конец 2011       |                 |                      |
| Греция     | ANT1                            | конец 2011       |                 | Πειρασμός            |
| ОАЭ        | Middle East Broadcasting Center |                  |                 | العشق الممنوع        |
| Румыния    | Kanal D Romanya                 | 10 января 2011   | 19 апреля 2011  | Iubire ascunsă       |
| Индонезия  | MNCTV                           |                  |                 | Forbidden Love       |
| Малайзия   | RTM TV2                         |                  |                 | Forbidden Love       |
| Сингапур   | MediaCorp TV12 okto             |                  |                 | Forbidden Love       |
| Гонконг    | TVB Pearl                       |                  |                 | 慧眼                 |
| Китай      | Public Television Service       |                  |                 | 慧眼                 |
| Марокко    | 2M TV                           |                  |                 | العشق الممنوع        |
| Черногория | TV In                           |                  |                 | Zabranjeno voće      |
| Украина    | 1+1                             | 7 сентября 2015  | 25 декабря 2015 | Заборонене Кохання   |
| Казахстан  | 31 Канал                        | 24 октября 2016  | 2 июня 2017     | Запретная Любовь     |
| Чехия      | Kino Barrandov                  | 20 августа 2017  | 5 августа 2018  | Zakázaná láska       |

## Ремейки
- 2013 — Запретная страсть (исп. Pasion Prohibida) производства Telemundo (США). В главных ролях Моника Спир и Дженкарлос Канела[3].
- 2013 — Разбитые сердца (арм. Կոտրված սրտեր: Kotrvac srter), Армения[4].
- 2017 — Береги своё сердце (Dil Sambhal Jaa Zara), Индия[5][6].
- 2018 — Запретный плод (рум. Fructul oprit), Румыния[7]. После подачи Эдже Йоренч и Мелек Генчоглу иска о нарушении интеллектуальных прав трансляция сериала продолжилась с изменённым сюжетом[8].